# ناحية مركز تل أبيض
ناحية مركز تل أبيض إحدى نواحي سوريا تتبع إداريّاً لمحافظة الرقة منطقة تل أبيض ومركزها مدينة تل أبيض، بلغ تعداد سكان الناحية 44,671 نسمة حسب التعداد السكاني لعام 2004.

## مدن وبلدات وقرى ناحية مركز تل أبيض
عبادي، عباطين، أبو حية، عمورية، البديع، بنات علي، يمامة كبيرة، بئر عرب، بئر عاشق، بريغي، العلة، فرجة، حويجة عبدي، جميلية، جنداوي، خابورة، خربة الفرس، خربة الرز، الكنانة، قرنفل تحتاني، مشرفة الشيخ، المستديرة، القيصرية، رجم حلاوة، رأس كبير، ريحانة (صونة)، سعيدة، سراجية، سوسك، صهريجة، شعلة منكلي، شريعان، سكرية، تل أخضر، تل الكبير، تل فندر، تل أبيض، تل أحمر فوقاني، الديك غربي، قصاص غربي، زنبقة غربي، يابسة، الزرزوري، 8 آذار، الواحة، بوز الطير، شمالية، شميطة، قصاص شرقي، قمحة،جهجاه مستريحة غربية الضباعية